# 360-ті
У Римській імперії відбулася швидка зміна кількох імператорів. На кінець десятиріччя вона знову поділена на Східну та Західну.  У Китаї правління династії Цзінь. В Індії правління імперії Гуптів.  В Японії триває період Ямато. У Персії править династія Сассанідів.
На території лісостепової України Черняхівська культура. У Північному Причорномор'ї готи й сармати. Історики VI століття згадують плем'я антів, що мешкало на території сучасної України приблизно з IV сторіччя. З'явилися гуни й стали тіснити остготів та аланів. 

## Події
- Римська імперія зазнала значних втрат у війні з персами.
- При Юліані Відступнику на короткий період знову почало впроваджуватися язичництво.
- Християнський світ розколотий між прихильниками і противниками аріанства.
- У кінці десятиріччя гуни почали тіснити готів у межі Римської імперії.

## Народились
- Месроп Маштоц (близько 361/362) — лінгвіст, творець вірменського алфавіту, просвітитель, місіонер, перекладач Біблії.